# Eragrostis sabulosa
Eragrostis sabulosa är en gräsart som först beskrevs av Ernst Gottlieb von Steudel, och fick sitt nu gällande namn av Herold Georg Wilhelm Johannes Schweickerdt. Eragrostis sabulosa ingår i släktet kärleksgrässläktet, och familjen gräs. Inga underarter finns listade i Catalogue of Life.